# Alejandro Diz
Alejandro Diz (ur. 26 marca 1965) – argentyński siatkarz, medalista igrzysk olimpijskich i igrzysk panamerykańskich.

## Życiorys
Diz grając w reprezentacji Argentyny zdobył brązowy medal podczas igrzysk panamerykańskich 1983 odbywających się w Caracas. Podczas igrzysk 1984 w Los Angeles wystąpił w trzech meczach, w tym w przegranym meczu o 5. miejsce z Koreą Południową. Reprezentował Argentynę na Letnich Igrzyskach Olimpijskich 1988 w Seulu. Zagrał wówczas w trzech z pięciu meczów fazy grupowej, półfinale i wygranym pojedynku o 3. miejsce z Brazylią.
W sezonie 1983/1984 grał w klubie CV Palma, z którym zdobył mistrzostwo Hiszpanii i wicemistrzostwo Puchary Europy Zdobywców Pucharów. Następnie był zawodnikiem włoskiego zespołów Pallavolo Chieti (1984–1986) i argentyńskiego Club Náutico Hacoaj (1986–1987). Karierę kontynuował we Włoszech z Pallavolo Mantova (1987–1989), Indomita Salerno (1989–1990, 1997–1998), Pallavolo Catania (1996–1997), Modena Volley (1998–1999) i Pallavolo Parma (1999–2001). Największe sukcesy odnosił z klubem z Modeny, z którym zdobył wicemistrzostwo Serie A1 i zajął 3. miejsce w pucharze Włoch.